# レスポンソ
レスポンソ（スペイン語:Responso ）とは、アニバル・トロイロ Aníbal Troilo 作曲のタンゴであり、1951年発表の曲。

## 概要
直訳すれば、「応答」だが「悼辞」という意味であり、「冥福の祈り」という邦題もある。
スール（Sur）などのタンゴの作詞者のオメロ・マンシ Homero Manzi の死にさいして、追悼の意をこめて作られたとされる。歌詞なしの演奏が普通である。アニバル・トロイロ楽団の録音がひろく聴かれているが、オラシオ・サルガン楽団もレコード録音を残している。
Todotango では、アティリオ・スタンポーネ Atilio Stampone 楽団の長く編曲した録音がある。アニバル・トロイロのファンサイト第一位の「アニバル・ピチューコ・トロイロ」　Aníbal Pichuco Troilo を開けば、この「レスポンソ」のイントロが流れる。